# Landewednack
Landewednack est une paroisse civile et un hameau des Cornouailles, en Angleterre.